# Symplocos patazensis
Symplocos patazensis är en tvåhjärtbladig växtart som beskrevs av Mansfeld. Symplocos patazensis ingår i släktet Symplocos och familjen Symplocaceae. Inga underarter finns listade i Catalogue of Life.